# رنو، شهرستان پارکر، تگزاس
رنو، پارکر کانتی، تگزاس(به انگلیسی: Reno, Parker County, Texas) شهری در ایالت تگزاس از ایالات جنوبی ایالات متحده آمریکا است. در سرشماری سال ۲۰۰۰، جمعیت این شهر ۲٬۴۴۱ نفر اعلام شد.